# Jilliq
Jilliq (in arabo ﺟﻠﻖ‎?) è stato un centro abitato del Bilād al-Shām, a dodici chilometri più a sud di Damasco e a sudest del monte Hermon, che fu attivo in età preislamica durante il regno dei Ghassanidi.
Era molto apprezzata da questa dinastia araba di origine yemenita, vuoi perché era ricca di acqua e di vegetazione, vuoi perché vi era ospitata la tomba di un loro importante esponente.
Di etimo incerto, la città era la località in cui i Ghassanidi radunavano di norma le loro truppe.